# 2006年のJリーグ ディビジョン2
- 日本プロサッカーリーグ  > Jリーグ ディビジョン2 > 2006年のJリーグ ディビジョン2
- 2006年のスポーツ  >  2006年のサッカー  >  2006年のJリーグ  > 2006年のJリーグ ディビジョン2

この項目では、2006年シーズンのJリーグ ディビジョン2（J2）について述べる。

## 2006年シーズンのJ2のクラブ
2006年シーズンのJ2リーグのクラブは以下の13クラブである。この内柏レイソル、東京ヴェルディ1969、ヴィッセル神戸が前シーズンのJ1リーグからの降格クラブ。また、愛媛FCが日本フットボールリーグから昇格。新しくJリーグに参加した。
※前年度成績=特記なきものは2005年J2のもの
| チーム名           | 監督                     | 所在 都道府県 | ホームスタジアム                 | 前年成績 |
| ------------------ | ------------------------ | ------------- | -------------------------------- | -------- |
| コンサドーレ札幌   | 柳下正明                 | 北海道        | 札幌ドーム 札幌厚別公園競技場    | 6位      |
| ベガルタ仙台       | ジョエル・サンタナ       | 宮城県        | ユアテックスタジアム仙台         | 4位      |
| モンテディオ山形   | 樋口靖洋                 | 山形県        | 山形県総合運動公園陸上競技場     | 5位      |
| 水戸ホーリーホック | 前田秀樹                 | 茨城県        | 笠松運動公園陸上競技場           | 10位     |
| ザスパ草津         | 植木繁晴                 | 群馬県        | 群馬県立敷島公園県営陸上競技場   | 12位     |
| 柏レイソル         | 石崎信弘                 | 千葉県        | 日立柏サッカー場                 | J1 16位  |
| 東京ヴェルディ1969 | ラモス瑠偉               | 東京都        | 味の素スタジアム                 | J1 17位  |
| 横浜FC             | 高木琢也                 | 神奈川県      | 三ツ沢公園球技場                 | 11位     |
| 湘南ベルマーレ     | 上田栄治                 | 神奈川県      | 平塚競技場                       | 7位      |
| ヴィッセル神戸     | スチュワート・バクスター | 兵庫県        | 神戸ウイングスタジアム           | J1 18位  |
| 徳島ヴォルティス   | 田中真二                 | 徳島県        | 徳島県鳴門総合運動公園陸上競技場 | 9位      |
| 愛媛FC             | 望月一仁                 | 愛媛県        | 愛媛県総合運動公園陸上競技場     | JFL1位   |
| サガン鳥栖         | 松本育夫                 | 佐賀県        | 鳥栖スタジアム                   | 8位      |

## レギュレーション
前シーズンと変わらず、4回戦総当たり（各チーム48試合）の勝ち点により順位を争う。上位2クラブがJ1自動昇格となり、3位がJ1の16位とJ1・J2入れ替え戦に臨む。

## スケジュール
3月4日から12月2日まで行われた。チーム数が13と奇数になったため、毎節1チームずつ試合のないチームが生じることとなり、全52節の長丁場となった。J1と違い、ドイツW杯の大会期間中も中断することなく開催された。

## リーグ概要
この年は初めてJ1から3チームが降格。降格チームがなく「史上最低レベルのJ2」とまで言われた前年と打って変わり、ハイレベルな混戦になると見られていた。その中でも柏・東京V・神戸の降格組に、ブラジルの名将・ジョエル・サンタナにこれもブラジルの選手3人が加入した仙台、柳下正明体制3年目となってチームの成熟度の高さが期待された札幌の5チームが中心の争いになると見られていた。
しかし、東京V・札幌は失点の多さが響いて開幕から思うように勝ち点を伸ばせず、早々と優勝争いから脱落。一方、第1節で監督交代という思い切った策に打って出た横浜FCの新監督・高木琢也が監督就任から15試合連続負けなしの新記録を作ったこともあり、前年まで下位の常連だったチームが嘘のように一変して昇格争いに食い込む。前半戦が終わって優勝争いは柏・神戸・仙台・横浜FCの4チームにほぼ絞られた。
第3クールに入るとブラジルトリオの個人技頼みの戦術で戦ってきた仙台が、下位チームには大勝するが上位チームには勝ちきれないというこの手のチームにありがちな悪循環に陥って失速。結局得失点差は最後まで最高だったが最終順位は5位と、得失点差1位のチームとしてはJ2史上ワーストの順位になってしまった。一方で残った3チームの争いは第4クールに入っても膠着状態が続いた。10月に入ってそれまで首位を保ち続けてきた柏が調子を崩し、8･9月と調子を上げてきていた神戸が首位に立つ。ところが神戸は第48節からの4試合で2敗2分けと失速。柏も第50･51節と連敗。柏･神戸が調子を落とす一方で、ダントツの失点の少なさで終始安定した戦いを続けてきた横浜FCが最終節を残して優勝とJ1昇格を決める。
迎えた最終節。自動昇格の残り1枠は神戸が柏に勝ち点差1を付けており、最終節で勝てば昇格が決まっていたが、最後にホームで意地を見せた仙台の前に敗北。柏がアウェーで湘南を一蹴したことで柏の逆転昇格が決まり、神戸は福岡との入れ替え戦に回ることになった。なお、柏監督の石崎信弘は過去3回勝ち点差1でJ1昇格を逃した経験があり、柏と神戸の最終戦が同じ勝敗だったら4回目の悲劇（過去3回と違って入れ替え戦の望みはあるが）を味わっていたところだったが、4回目の正直で昇格を決めた（第51節・最終節に関しては2006年J2第51節・最終節も参照されたい）。
中位以下では鳥栖が第3クール以降では横浜FCと並んで最高の14勝を挙げて5位争いから抜け出し、終盤で仙台を抜いて4位に食い込んだ。また、この年からJ2に参入した愛媛FCは選手の質量差に苦しんだところはあったが、それでも後半戦ではほぼ五分の成績を挙げ、最終的には9位と1年目としては上々の成績を収めた。その一方で、前年同じ昇格1年目で9位だった徳島は最下位に沈んだ。

## 順位表
| 順 | チーム             | 試 | 勝 | 分 | 敗 | 得 | 失 | 差  | 点 | 出場権または降格      |
| -- | ------------------ | -- | -- | -- | -- | -- | -- | --- | -- | --------------------- |
| 1  | 横浜FC (C) (P)     | 48 | 26 | 15 | 7  | 61 | 32 | +29 | 93 | J1 2007へ昇格         |
| 2  | 柏レイソル (P)     | 48 | 27 | 7  | 14 | 84 | 60 | +24 | 88 | J1 2007へ昇格         |
| 3  | ヴィッセル神戸 (P) | 48 | 25 | 11 | 12 | 78 | 53 | +25 | 86 | J1・J2入れ替え戦 2006 |
| 4  | サガン鳥栖         | 48 | 22 | 13 | 13 | 64 | 49 | +15 | 79 |                       |
| 5  | ベガルタ仙台       | 48 | 21 | 14 | 13 | 75 | 43 | +32 | 77 |                       |
| 6  | コンサドーレ札幌   | 48 | 20 | 12 | 16 | 77 | 67 | +10 | 72 |                       |
| 7  | 東京ヴェルディ1969 | 48 | 21 | 8  | 19 | 69 | 75 | −6  | 71 |                       |
| 8  | モンテディオ山形   | 48 | 17 | 14 | 17 | 68 | 57 | +11 | 65 |                       |
| 9  | 愛媛FC             | 48 | 14 | 11 | 23 | 51 | 63 | −12 | 53 |                       |
| 10 | 水戸ホーリーホック | 48 | 14 | 9  | 25 | 48 | 69 | −21 | 51 |                       |
| 11 | 湘南ベルマーレ     | 48 | 13 | 10 | 25 | 61 | 87 | −26 | 49 |                       |
| 12 | ザスパ草津         | 48 | 9  | 15 | 24 | 54 | 86 | −32 | 42 |                       |
| 13 | 徳島ヴォルティス   | 48 | 8  | 11 | 29 | 43 | 92 | −49 | 35 |                       |

最終更新は2006年12月2日の試合終了時
出典: J.League Data Site
順位の決定基準: 1. 勝点; 2. 得失点差; 3. 得点数.

## 得点ランキング
出典：
| 順位 | 選手                 | 得点 |
| ---- | -------------------- | ---- |
| 1    | ボルジェス（仙台）   | 26   |
| 2    | フッキ（札幌）       | 25   |
| 3    | レアンドロ（山形）   | 23   |
| 3    | 新居辰基（鳥栖）     | 23   |
| 5    | ディエゴ（柏）       | 21   |
| 6    | アレモン（横浜FC）   | 18   |
| 7    | アンデルソン（水戸） | 17   |
| 8    | 平本一樹（東京V）    | 15   |
| 8    | 三浦淳宏（神戸）     | 15   |
| 10   | 田中俊也（愛媛）     | 14   |
| 10   | ロペス（仙台）       | 14   |